# Nässjö stadshotell
Nässjö stadshotell var ett stadshotell i Nässjö.

## Historia
Nässjö stadshotell inrymdes ursprungligen i Nässjö stadshus som uppfördes 1913–1915. Hotellet inrymdes på tre av byggnadens fyra våningar. På 1940-talet var hotellet slitet och det började planeras för ett nytt stadshotell. Beslutet dröjde dock till 1961. Hotellet skulle i och med den nya byggnaden inte längre få kallas stadshotell; dessutom byttes inriktning till ett konferenshotell.
År 1964 lades stadshotellet ned och istället bildades Hotell Högland.